# Спасите наших детей

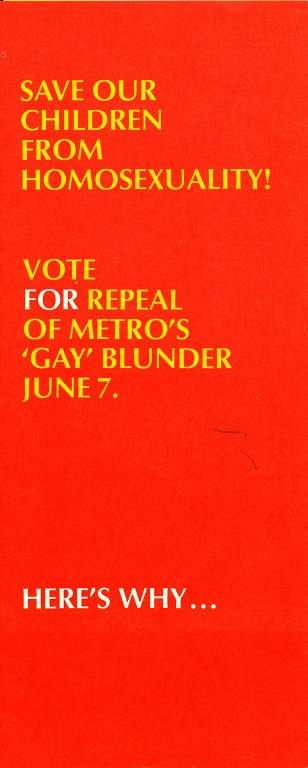
Брошюра движения, используемая в 1977 году.

Спасите наших детей (англ. Save Our Children) —  это политическая коалиция, сформированная в 1977 году в Майами, штат Флорида, США, для отмены недавно перед этим принятого постановления округа, запрещающего дискриминацию в сфере жилья, работы и общественных мест по признаку сексуальной ориентации. Коалицию публично возглавила знаменитая певица Анита Брайант, которая заявила, что постановление дискриминировало ее право учить своих детей библейской морали. Это была хорошо организованная кампания, которая положила начало ожесточенной политической борьбе между гей-активистами и христианскими фундаменталистами. Когда голосование за отмену постановления было проведено, оно вызвало наибольший отклик среди всех дополнительных выборов в истории округа Дейд, набрав 70% голосов "за". В ответ на это голосование группа членов сообщества геев и лесбиянок сформировала организацию Прайд Южная Флорида, ныне известную как Прайд Форт Лодердейл, чьей миссией была борьба за права сообщества геев и лесбиянок в Южной Флориде.
Коалиция «Спасите наших детей» была первой организованной оппозицией движению за права геев, чье начало восходит к бунтам в Стоунволл в 1969 году. Отмена постановления побудила консервативные группы в других городах попытаться отменить аналогичные законы. В следующем году избиратели в Сент-Поле, Миннесота; Уичито, Канзас; и Юджине, Орегон, отменили постановления в этих городах, придерживаясь многих из тех стратегий кампании, которые использовались в Майами. «Спасите наших детей» также действовали в Сиэтле, штат Вашингтон, где они потерпели неудачу, и сильно повлияли на Предложение 6 - предложенный закон штата Калифорнии, который сделал бы увольнение открыто гомосексуальных сотрудников государственных школ обязательным - которое было отклонено избирателями Калифорнии в 1978 году.
С тех пор историки связывают успех коалиции «Спасите наших детей» с большим консервативным христианским влиянием в политических процессах. Хотя до кампании существовали «случайные антигейские призывы», «новые правые нашли в Аните Брайант чистое золото. Мать, знаменитая певица, бывшая Мисс Америка ... веселая Брайант была идеальной моделью для ее крестового похода против геев. В течение двух лет преподобный Джерри Фолуэлл создал коалицию консервативных религиозных групп, названную «Моральное большинство», которая повлияла на Республиканскую партию, чтобы включить социальную повестку дня в национальную политику. Гомосексуализм, поправки о равных правах (ERA), аборт и порнография были среди вопросов, которые являлись наиболее приоритетными для "Морального большинства", пока организация не прекратила свою деятельность в 1989 году. Многие гей-активисты, которые удивились по поводу результатов всех кампаний в 1977 и 1978, начали бороться активнее за свои права и поняли, что лишь консолидированная активность и деятельность общества во многих городах даже там, где гей-сообщество не проявляло ранее политической активности, способно повлиять на общественную ситуацию. Несмотря на свой первоначальный успех, «Спасите наших детей» вызвало широкую критику в обществе и бойкот Аниты Брайант со стороны ЛГБТ-сообщества и его сторонников в индустрии развлечений, запятнав ее репутацию и положив конец ее карьере артиста.

## История
В 1977 году состоялось заседание окружного комиссариата округа Дейд штата Флорида, на котором обсуждалось принятие закона о запрете дискриминации гомосексуалов в сферах труда, государственной помощи и жилья. От имени местных католических и баптистских религиозных лидеров, осуждавших законопроект, выступила певица Анита Брайант. Несмотря на это, закон был принят, после чего местные церкви организовали кампанию «Спасите наших детей», целью которой был сбор подписей за пересмотр принятия закона и вынесение решения на референдум; Брайант стала её публичным лицом. Основной идеей кампании было представление гомосексуалов как насильников: Брайант и её сторонники публично называли гомосексуалов «извращенцами, насильниками над детьми и растлителями невинных». В публичных речах Брайант заявляла: «Как мать, я знаю, что гомосексуалы не могут биологически производить своих детей; следовательно, им придётся вербовать наших», «Я не ненавижу гомосексуалов, но, как мать, я обязана защитить своих детей от их пагубного влияния». Брайант привлекала особое внимание общества к тому, что в результате принятия закона было запрещено увольнять человека из-за гомосексуальности в том числе и из школ, где сотрудники взаимодействовали с детьми. Сама Брайант называла кампанию «крестовым походом».
К движению присоединился ультраконсервативный проповедник-телеевангелист Джерри Фолуэлл, получивший национальную известность со своей программой «Час старинного Евангелия».
Стратегия кампании состояла главным образом в том, чтобы изобразить гомосексуалов аморальными и неприличными и продвинуть идею, что их нужно остановить, потому что они хотят извратить детей. Коалиция была очень хорошо организована и получила поддержку со стороны консервативно настроенных христианских групп по всей стране, таких как «Moral majority» во главе с проповедником Джерри Фолуэллом и политическими деятелями республиканской партии, такими, как сенатор Джесси Хелмс.
После активной шестинедельной публичной агитации 7 июня 1977 года в округе Дейд был проведён референдум, по итогам которого 69 % проголосовавших высказались за отмену антидискриминационного закона. Референдум показал рекордную явку — на участки пришли 70 % избирателей. Кампания «Спасите наших детей» привлекла внимание общественности и вызвала бурные обсуждения не только в штате Флорида, но и в других штатах США. В 1977—1978 году последовали региональные общественные кампании в других штатах США, которые использовали риторику Брайант. Они также использовали библейский мотив о Содоме и Гоморре и другие библейские предписания, запрещавшие любые сексуальные практики, не ведущие к рождению детей.
«Спасите наших детей» также участвовала в продвижении 6 поправки в Калифорнии, которая была направлена на увольнение из государственных школ всех сотрудников-геев, и по итогу так и не была принята в 1978 году.
Движение Спасите наших детей в 1977 и 1978 годах имело большое влияние, но после его ранних успехов оно начало постепенно терять политическую силу, и в 1979 году консервативные христианские группы перестали поддерживать движение после развода Аниты Брайант со своим мужем Бобом Грином.
Однако референдум в округе Дейд заставил мобилизоваться и ЛГБТ-сообщество, которое развернуло антикампанию. Мероприятия коалиции Аниты Брайант пикетировались.
Несмотря на то, что это был не первый раз, когда было отменено положение о борьбе с дискриминацией, эта кампания оказала наибольшее влияние на средства массовой информации в то время и стала причиной роста популярности сообщений с поддержкой для гей-сообщества во всех Соединенных Штатах.
Имя Аниты Брайант стало синонимом гомофобии и получило большой отклик в проявлениях поддержки ЛГБТ-сообществу по всей стране, приведя к убеждению в том, что гей-движение должно объединиться в более организованные группы для совместной борьбы с гомофобией.

## Интересные факты
В связи с тем, что Анита Брайант была рекламным лицом флоридских апельсинов, в гей-барах Америки из меню исчезла «отвёртка» – водка с апельсиновым соком. Его заменил коктейль «Анита Брайант» – водка с яблочным соком. Выручка от продажи напитка шла в фонд движения против Брайант и ее коалиции.
К апельсиновому бойкоту в свое время присоединились известные артисты, музыканты и режиссеры: Барбара Стрейзанд, Джейн Фонда, Бетт Мидлер, Пол Уильямс и другие.